# Animantarx
Animantarx ist eine Gattung der Vogelbeckensaurier aus der Gruppe der Ankylosauria. Sie lebte in der frühen Oberkreide in Nordamerika.

## Merkmale
Animantarx dürfte mit geschätzten 3 Metern Länge ein relativ kleiner Vertreter der Ankylosauria gewesen sein, bislang sind allerdings nur Teile des Schädels, der Wirbelsäule und der Gliedmaßen gefunden worden. 
Wie alle Ankylosauria dürfte er sich auf allen vieren (quadruped) fortbewegt haben, sich von Pflanzen ernährt haben und von einer Panzerung aus Knochenplatten bedeckt gewesen sein, deren Anordnung allerdings unbekannt ist. Der Kopf war durch den stark gewölbten Schädel und die kleinen Höcker über den Augen charakterisiert.

## Entdeckung und Benennung
Fossile Überreste von Animantarx wurden in der Cedar-Formation im US-Bundesstaat Utah gefunden und 1999 von Kenneth Carpenter et al. erstbeschrieben. Der Name bedeutet „lebende Festung“, eine Anspielung auf die vermutete Lebensweise der gepanzerten Ankylosauria. Einzige Art und damit Typusart ist A. ramaljonesi. Die Funde werden in die frühe Oberkreide (Unteres Cenomanium) auf ein Alter von rund 100 bis 96 Millionen Jahre datiert. 

## Systematik
Animantarx wird innerhalb der Ankylosauria zu den Nodosauridae gezählt. Ihre Beziehung zu anderen Vertreter dieser Gruppe ist aufgrund der spärlichen Funde ungewiss, M. Vickaryous (2004) führt ihn unter „Nodosauridae incertae sedis“.